# AVN Award for Best Supporting Actor
L'AVN Award for Best Supporting Actor è un premio pornografico assegnato all'attore non protagonista votato come migliore dalla AVN, l'ente che assegna gli AVN Awards, riconosciuti come i migliori premi del settore (paragonabile al Premio Oscar).
Come per gli altri premi, viene assegnato nel corso di una cerimonia che si svolge a Las Vegas, solitamente nel mese di gennaio, dal 1984. Dal 1989 al 2008 è stato diviso in due sottocategorie: film e video.

## Vincitori

### Anni 1980
| Anno      | Vincitore       | Vincitore         | Titolo            | Titolo            |
| --------- | --------------- | ----------------- | ----------------- | ----------------- |
| 1984      | Richard Pacheco | Richard Pacheco   | Nothing to Hide   | Nothing to Hide   |
| 1985      | John Leslie     | John Leslie       | Firestorm         | Firestorm         |
| 1986      | Ron Jeremy      | Ron Jeremy        | Candy Stripers II | Candy Stripers II |
| 1987      | Joey Silvera    | Joey Silvera      | She's So Fine     | She's So Fine     |
| 1988      | Michael Gaunt   | Michael Gaunt     | Firestorm II      | Firestorm II      |
| Anno      |                 |                   |                   |                   |
| Vincitore |                 |                   |                   |                   |
| Film      | Titolo          | Video             | Titolo            |                   |
| 1989      | Jamie Gillis    | Pretty Peaches II | Richard Pacheco   | Sensual Escape    |

### Anni 1990
| Anno |                  |                                            |                 |                                            |
| Anno | Vincitore        | Vincitore                                  | Vincitore       | Vincitore                                  |
| Anno | Film             | Titolo                                     | Video           | Titolo                                     |
| ---- | ---------------- | ------------------------------------------ | --------------- | ------------------------------------------ |
| 1990 | Rick Savage      | The Erotic Adventures of Berman & Throbbin | Rick Savage     | The Erotic Adventures of Berman & Throbbin |
| 1991 | John Martin      | Pretty Peaches 3                           | Ron Jeremy      | Playin' Dirty                              |
| 1992 | Jon Dough        | Brandy And Alexander                       | Mike Horner     | Bite                                       |
| 1993 | Joey Silvera     | Face Dance (Parts 1 & 2)                   | Tony Tedeschi   | Smeers                                     |
| 1994 | Steve Drake      | Whispered Lies                             | Randy Spears    | Haunted Nights                             |
| 1995 | Jon Dough        | Sex                                        | Jonathan Morgan | The Face                                   |
| 1996 | Steven St. Croix | Forever Young                              | Alex Sanders    | Dear Dirty                                 |
| 1997 | Tony Tedeschi    | The Show                                   | Tony Tedeschi   | Silver Screen Confidential                 |
| 1998 | Wilde Oscar      | Doin' the Ritz                             | Dave Hardman    | Texas Dildo Masquerade                     |
| 1999 | Michael J. Cox   | Models                                     | Jamie Gillis    | Forever Night                              |

### Anni 2000
| Anno |                  |                   |                                 |                                 |
| Anno | Vincitore        | Vincitore         | Vincitore                       | Vincitore                       |
| Anno | Film             | Titolo            | Video                           | Titolo                          |
| ---- | ---------------- | ----------------- | ------------------------------- | ------------------------------- |
| 2000 | Michael J. Cox   | Seven Deadly Sins | Tom Byron                       | L.A. 399                        |
| 2001 | Randy Spears     | Watchers          | Wilde Oscar                     | West Side                       |
| 2002 | Herschel Savage  | Taken             | Mike Horner                     | Wild Thing                      |
| 2003 | Mr. Marcus       | Paradise Lost     | Randy Spears                    | Hercules                        |
| 2004 | Steven St. Croix | Looking In        | Randy Spears                    | Space Nuts                      |
| 2005 | Rod Fontana      | The 8th Sin       | Randy Spears                    | Fluff and Fold                  |
| 2006 | Randy Spears     | Dark Side         | Tommy Gunn                      | Pirates                         |
| 2007 | Kurt Lockwood    | To Die For        | Manuel Ferrara                  | She Bangs                       |
| 2008 | Randy Spears     | Flasher           | Barrett Blade                   | Coming Home                     |
| Anno | Vincitore        | Vincitore         | Titolo                          | Titolo                          |
| 2009 | Ben English      | Ben English       | Pirates II: Stagnetti's Revenge | Pirates II: Stagnetti's Revenge |

### Anni 2010
| Anno | Vincitore        | Titolo                                       |
| ---- | ---------------- | -------------------------------------------- |
| 2010 | Tom Byron        | Throat: A Cautionary Tale                    |
| 2011 | Evan Stone       | Batman XXX: A Porn Parody                    |
| 2012 | Xander Corvus    | Star Trek:The Next Generation - A XXX Parody |
| 2013 | Tom Byron        | Star Wars XXX: A Porn Parody                 |
| 2014 | Xander Corvus    | Underworld                                   |
| 2015 | Xander Corvus    | Holly...Would                                |
| 2016 | Steven St. Croix | Peter Pan XXX: An Axel Braun Parody          |
| 2017 | Brad Armstrong   | The Preacher's Daughter                      |
| 2018 | Small Hands      | Half His Age: A Teenage Tragedy              |
| 2019 | Charles Dera     | Cartel Sex                                   |

### Anni 2020
| Anno | Vincitore      | Titolo                                  |
| ---- | -------------- | --------------------------------------- |
| 2020 | Tommy Pistol   | The Gang Makes a Porno: A DP XXX Parody |
| 2021 | Xander Corvus  | The Summoning                           |
| 2022 | Tommy Pistol   | Casey: A True Story                     |
| 2023 | Tommy Pistol   | Grinders                                |
| 2024 | Danny D        | Space Junk                              |
| 2025 | Nathan Bronson | Ulterior Motives                        |